# 戸田みよ子
戸田 みよ子（とだ みよこ、1989年7月27日 - ）は、広島県出身の女子競輪選手。日本競輪学校第102期生。師匠は隅田幸助（競輪学校第91期生）。

## 経歴
3歳の頃からバドミントンをはじめ、中学は青森山田中学に進学。高校は地元の鈴峯女子高等学校に進み、中国地区高校総体のシングルスで優勝した実績を持つ。この実績等もあり、卒業後、バドミントンの強豪チームである、北都銀行へと進んだ。しかし、北都銀行時代は思うような成績を挙げられなかった。
そんな矢先、女子競輪が復活するという話が伝わり、折しも父親が中央大学自転車部の出身で、父親の友人に競輪選手がいた縁もあり、2010年春に北都銀行を退社。広島に戻って早速自転車の練習に取り組んだ。2011年2月25日、競輪学校試験に合格。競輪学校時代の在校競走成績は第15位（8勝）。2012年5月1日、日本競輪選手会広島支部所属の競輪選手として登録された。
2012年7月1日、平塚競輪場でデビューし3着。初勝利は同年9月15日、ホームバンクである広島競輪場で挙げた。しかし同年12月28日に開催予定のガールズグランプリには、惜しくもベスト7の座から漏れ、補欠第一位選手となった。